# Janusz Podoski
Janusz Podoski (ur. 4 września 1898 w Łosicach, zm. 5 marca 1971 w Warszawie) – polski artysta malarz i fotografik.

## Życiorys
Urodził się w rodzinie Kazimierza Gabriela Józefa Podoskiego h. Junosza (zm. 1919) lekarza powiatowego i Janiny z Lubowidzkich h. Topacz (zm. 1926) Brat Bohdana Podoskiego (1894–1986), sędziego, działacza politycznego i społecznego.
Ukończył gimnazjum w Kijowie. Studiował malarstwo w warszawskiej Szkole Sztuk Pięknych 1919–1926 pod kierunkiem Tadeusza Pruszkowskiego i Edwarda Trojanowskiego. W 1920 ochotniczo służył w Wojsku Polskim. W latach 1925–1939 członek-założyciel Bractwa św. Łukasza. W latach 30. XX wieku zaczął uprawiać fotografikę, która w latach powojennych stała się jego główną dziedziną twórczości. 
Zajmował się głównie malarstwem portretowym W roku 1938 wziął udział w tworzeniu cyklu obrazów historycznych przeznaczonych do Polskiego Pawilonu na Wystawa Światowa w Nowym Jorku 1939. W latach 1938–1939 członek Fotoklubu Warszawskiego.
Po wojnie (od 1947) członek-założyciel Związku Polskich Artystów Fotografików – nr. legitymacji 7.
Zmarł w Warszawie, pochowany na cmentarzu Wojskowym na Powązkach (kwatera B18-8-15).

## Ordery i odznaczenia
- Złoty Krzyż Zasługi (11 lipca 1955)[21]
- Medal 10-lecia Polski Ludowej (19 stycznia 1955)[22]